# Ole Mangseth Memorial Ski Jump
Die Ole Mangseth Memorial Ski Jump in Coleraine im US-amerikanischen Bundesstaat Minnesota bestehen aus drei kleinen Skisprungschanzen der Kategorie K 10, K 20 (Itasca Hills), K 40 (Wilson Memorial Hill) und eine mittlere Schanze der Kategorie K 70. Nur die K 20- und die K 70-Schanze sind mit Matten belegt.

## Geschichte
Die erste Schanze entstand 1906 aus Holzlatten und Platten aus einem Sägewerke am Ufer des Trout Lake. Die Schanze entstand mit Unterstützung der U.S. Steel Gesellschaft und wurde für die USA Meisterschaften 1910 ganz neu aufgebaut. Einige Jahre später kam ein stählerner Anlaufturm hinzu. Damals war die Schanze die größte von Nordamerika. Der Schanzenturm wurde im Jahre 1941 abgerissen, gleichzeitig wurde eine ganz neue Schanze gebaut. Sie wurde auf den Namen des Mitbegründers des Vereins Ole Mangseth getauft. Die Jugendschanze entstand im Jahr 1950.
Die K 40-Schanze wurde 1978 gebaut und wurde auf dem Namen Wilson Memorial Hill eingeweiht. Mit Unterstützung regionaler Firmen und Gesellschaften sowie des Sportverbandes Minnesotas MASC wurde am Anfang der 90er Jahre mit der Sanierung des gesamten Wintersportzentrums am Mt. Itasca begonnen. Das ganze wurde mit der Mattenbelegung auf der K 70-Schanze 1998 abgeschlossen. Die K 20-Schanze wurde 2005 mit Matten belegt.